# Gimnàstica als Jocs Olímpics d'estiu de 2012
Als Jocs Olímpics d'Estiu de 2012, realitzats a la ciutat de Londres (Anglaterra, Regne Unit), es disputaren divuit proves de gimnàstica, catorze en gimnàstica artística (vuit proves en categoria masculina i sis en categoria femenina); dues en gimnàstica rítmica (ambdues en categoria femenina) i dues en trampolí (una en categoria masculina i una altra en femenina).

## Calendari
| Q | Qualificacions | F | Final |

| Prova↓/Data →                      | 28 juliol | 29 juliol | 30 juliol | 31 juliol | 1 agost | 2 agost | 3 agost | 4 agost | 5 agost | 6 agost | 7agost |
| ---------------------------------- | --------- | --------- | --------- | --------- | ------- | ------- | ------- | ------- | ------- | ------- | ------ |
| Concurs complet individual masculí | Q         |           |           |           | F       |         |         |         |         |         |        |
| Concurs complet per equips masculí | Q         |           | F         |           |         |         |         |         |         |         |        |
| Salt sobre cavall                  | Q         |           |           |           |         |         |         |         |         | F       |        |
| Exercici de terra                  | Q         |           |           |           |         |         |         |         | F       |         |        |
| Cavall amb arcs                    | Q         |           |           |           |         |         |         |         | F       |         |        |
| Anelles                            | Q         |           |           |           |         |         |         |         |         | F       |        |
| Barres paral·leles                 | Q         |           |           |           |         |         |         |         |         | F       |        |
| Barra fixa                         | Q         |           |           |           |         |         |         |         |         | F       |        |
|                                    |           |           |           |           |         |         |         |         |         |         |        |
| Concurs complet individual femení  |           | Q         |           |           |         | F       |         |         |         |         |        |
| Concurs complet per equips femení  |           | Q         |           | F         |         |         |         |         |         |         |        |
| Salt sobre cavall                  |           | Q         |           |           |         |         |         |         | F       |         |        |
| Exercici de terra                  |           | Q         |           |           |         |         |         |         |         | F       |        |
| Barres asimètriques                |           | Q         |           |           |         |         |         |         |         | F       |        |
| Barra d'equilibris                 |           | Q         |           |           |         |         |         |         |         | F       |        |

| Prova↓/Data →              | 9 agost | 10 agost | 11 agost | 12 agost |
| -------------------------- | ------- | -------- | -------- | -------- |
| Concurs complet individual | Q       | Q        | F        |          |
| Concurs complet per equips | Q       | Q        |          | F        |

| Prova↓/Data →    | 3 agost | 3 agost | 4 agost | 4 agost |
| ---------------- | ------- | ------- | ------- | ------- |
| trampolí masculí | Q       | F       |         |         |
|                  |         |         |         |         |
| trampolí femení  |         |         | Q       | F       |

## Resum de medalles

### Gimnàstica artística
La competició de gimnàstica artística es realitzà entre els dies 28 de juliol i 7 d'agost a les instal·lacions del North Greenwich Arena.

#### Categoria masculina
| Prova                              | Or                                                                              | Plata                                                                              | Bronze                                                                              |
| Concurs complet individual detalls | Kohei Uchimura (JAP)                                                            | Marcel Nguyen (GER)                                                                | Danell Leyva (EUA)                                                                  |
| Concurs complet per equips detalls | R.P. de la XinaYibing Chen · Zhe Feng · Weiyang Guo · Chenglong Zhang · Kai Zou | JapóRyohei Kato · Kazuhito Tanaka · Yusuke Tanaka · Kohei Uchimura · Koji Yamamuro | Regne UnitSam Oldham · Daniel Purvis · Louis Smith · Kristian Thomas · Max Whitlock |
| Exercici de terra detalls          | Zou Kai (CHN)                                                                   | Kohei Uchimura (JAP)                                                               | Denis Ablyazin (RUS)                                                                |
| Barra fixa detalls                 | Epke Zonderland (NED)                                                           | Fabian Hambüchen (GER)                                                             | Zou Kai (CHN)                                                                       |
| Barres paral·leles detalls         | Feng Zhe (CHN)                                                                  | Marcel Nguyen (GER)                                                                | Hamilton Sabot (FRA)                                                                |
| Cavall amb arcs detalls            | Kristián Berki (HUN)                                                            | Louis Smith (GBR)                                                                  | Max Whitlock (GBR)                                                                  |
| Anelles detalls                    | Arthur Zanetti (BRA)                                                            | Chen Yibing (CHN)                                                                  | Matteo Morandi (ITA)                                                                |
| Salt sobre cavall detalls          | Yang Hak-Seon (KOR)                                                             | Denis Ablyazin (RUS)                                                               | Igor Radivilov (UKR)                                                                |

#### Categoria femenina
| Prova                              | Or                                                                                               | Plata                                                                                           | Bronze |
| Concurs complet individual detalls | Gabrielle Douglas (EUA)                                                                          | Victoria Komova (RUS)                                                                           | Aliya Mustafina (RUS)                                                                                              |
| Concurs complet per equips detalls | Estats UnitsGabrielle Douglas · Mc Kayla Maroney · Alexandra Raisman · Kyla Ross · Jordyn Wieber | RússiaKseniia Afanaseva · Anastasia Grishina · Victoria Komova · Aliya Mustafina · Maria Paseka | RomaniaDiana Laura Bulimar · Diana Maria Chelaru · Larisa Andreaa Iordache · Sandra Raluca Izbașa · Catalina Ponor |
| Exercici de terra detalls          | Aly Raisman (EUA)                                                                                | Cătălina Ponor (ROM)                                                                            | Aliya Mustafina (RUS)                                                                                              |
| Barra d'equilibris detalls         | Deng Linlin (CHN)                                                                                | Sui Lu (CHN)                                                                                    | Aly Raisman (EUA)                                                                                                  |
| Barres asimètriques detalls        | Aliya Mustafina (RUS)                                                                            | He Kexin (CHN)                                                                                  | Elizabeth Tweddle (GBR)                                                                                            |
| Salt sobre cavall detalls          | Sandra Izbașa (ROM)                                                                              | McKayla Maroney (EUA)                                                                           | Maria Paseka (RUS)                                                                                                 |

### Gimnàstica rítmica
La competició de gimnàstica rítmica es realitzà entre els dies 9 i 12 d'agost a les instal·lacions del Wembley Arena.
| Prova                              | Or | Plata | Bronze |
| Concurs complet individual detalls | Ievguénia Kanàieva (RUS) | Daria Dmitrieva (RUS) | Liubov Charkashyna (BLR)                                                                                       |
| Concurs complet per equip detalls  | RússiaKsenia Dudkina · Alina Makarenko · Uliana Donskova · Anastasia Bliznyuk · Karolina Sevastyanova · Anastasia Nazarenko | BelarúsMaryna Hancharova · Anastasia Ivankova · Nataliya Leshchyk · Aliaksandra Narkevich · Ksenia Sankovich · Alina Tumilovich | ItàliaElisa Blanchi · Romina Laurito · Marta Pagnini · Elisa Santoni · Anzhelika Savrayuk · Andreea Stefanescu |

### Trampolí
La competició de trampolí es realitzà entre els dies 3 i 4 d'agost al North Greenwich Arena.

#### Categoria masculina
| Prova            | Or              | Plata                | Bronze            |
| Trampolí detalls | Dong Dong (CHN) | Dmitry Ushakov (RUS) | Lu Chunlong (CHN) |

#### Categoria femenina
| Prova            | Or                        | Plata                | Bronze         |
| Trampolí detalls | Rosannagh MacLennan (CAN) | Huang Shanshan (CHN) | He Wenna (CHN) |

## Medaller

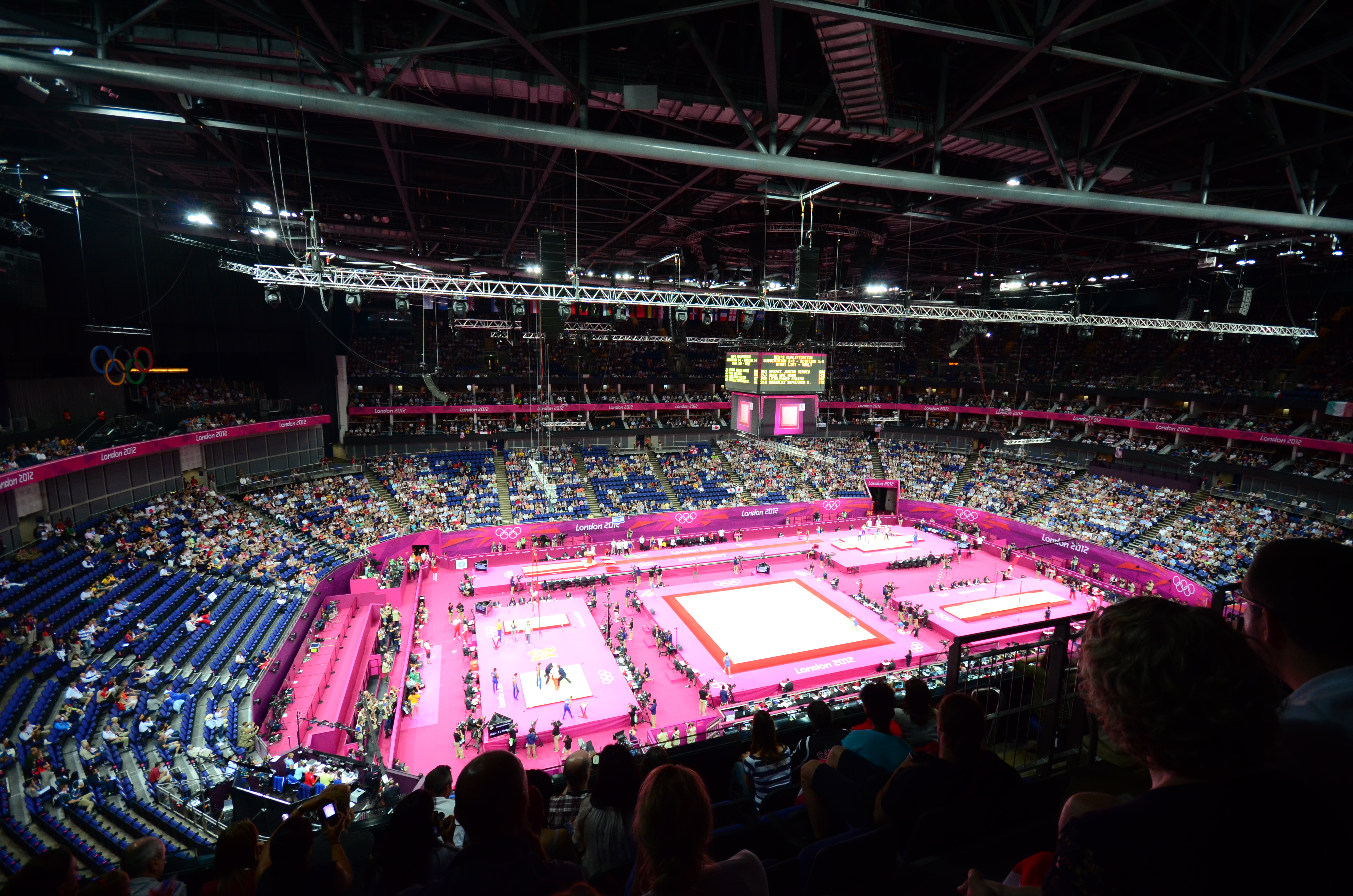
Imatge general de la competició de gimnàstica artística.

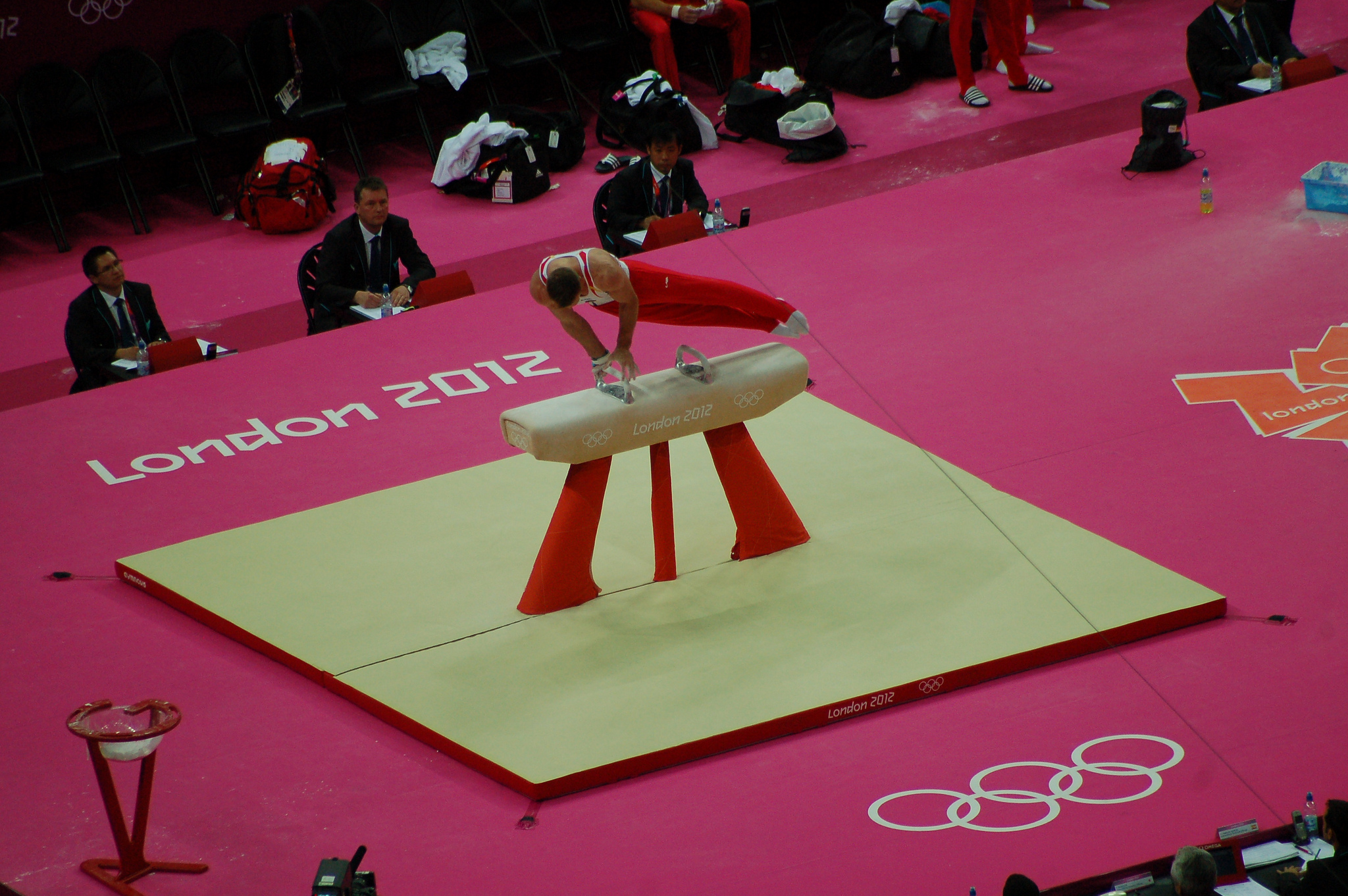
Qualifació masculina de gimnàstica artística.

| Posició | País            | Or | Plata | Bronze | Total |
| 1       | R.P. de la Xina | 5  | 4     | 3      | 12    |
| 2       | Rússia          | 3  | 5     | 4      | 12    |
| 3       | Estats Units    | 3  | 1     | 2      | 6     |
| 4       | Japó            | 1  | 2     | 0      | 3     |
| 5       | Romania         | 1  | 1     | 1      | 3     |
| 6       | Brasil          | 1  | 0     | 0      | 1     |
| 6       | Canadà          | 1  | 0     | 0      | 1     |
| 6       | Corea del Sud   | 1  | 0     | 0      | 1     |
| 6       | Hongria         | 1  | 0     | 0      | 1     |
| 6       | Països Baixos   | 1  | 0     | 0      | 1     |
| 11      | Alemanya        | 0  | 3     | 0      | 3     |
| 12      | Regne Unit      | 0  | 1     | 3      | 4     |
| 13      | Belarús         | 0  | 1     | 1      | 2     |
| 14      | Itàlia          | 0  | 0     | 2      | 2     |
| 15      | França          | 0  | 0     | 1      | 1     |
| 15      | Ucraïna         | 0  | 0     | 1      | 1     |
| Total   | Total           | 18 | 18    | 18     | 54    |